# Кросслеева земляная ракша-ателорнис
Кросслеева земляная ракша-ателорнис (лат. Atelornis crossleyi) — вид птиц семейства земляных ракш. Видовое латинское название дано в честь Альфреда Кроссли (1829—1888), английского таксидермиста и коллекционера образцов на Мадагаскаре.
Эндемик острова Мадагаскар. Живёт в тропических дождевых лесах на востоке страны от Царатанана на юг к национальному парку Андохахела.
Тело длиной 24—27 см и массой 73—85 г. Голова и грудь красновато-рыжего цвета. Крылья зелёные с чёрными маховыми. Хвост тёмно-коричневый. Брюхо светло-коричневое.
Питается насекомыми и другими беспозвоночными. Сезон размножения длится в декабре-январе. Гнездо обустраивает в норах глубиной 30—50 см.